# Herbert Norkus
Herbert Norkus (26 de julio de 1916, Tiergarten, Berlín, Imperio alemán - 24 de enero de 1932, Berlín, República de Weimar) fue un estudiante alemán y miembro de las Juventudes Hitlerianas que fue asesinado por los comunistas alemanes en 1932. Se convirtió en un modelo a seguir y mártir de las Juventudes Hitlerianas. Fue ampliamente utilizado en la propaganda nacionalsocialista, principalmente como el tema de la novela y película Hitlerjunge Quex.

## Biografía
Nació el 26 de julio de 1916 en una familia de clase obrera en el distrito de Tiergarten de Berlín, Norkus se unió al equivalente de los exploradores de la organización juvenil Hitler. Se vio que disfrutaba tocando el piano y dibujando. Su padre había sido herido en la Primera Guerra Mundial, y supuestamente tenía simpatías comunistas. Las biografías nazis oficiales de Norkus afirmaban que su padre inicialmente se opuso a las actividades nazis de su hijo, pero finalmente se retractó y también se convirtió en nazi.
Los enfrentamientos entre la Juventud de Hitler y el movimiento juvenil del Frente Rojo comunista (Rote Jungfront) se estaban volviendo cada vez más comunes a medida que el NSDAP y el KPD luchaban por el poder en los últimos días de la República de Weimar.
Sus camaradas lo apodaron "Quex" porque "cumplía órdenes más rápido que Quicksilver" (en alemán: Quexsilber -en realidad se escribe Quecksilber-, el mercurio o "plata líquida").

## Muerte
El 24 de enero de 1932, Herbert Norkus, de 15 años, y otros miembros de las Juventudes Hitlerianas distribuían folletos publicitarios de un próximo mitin nacionalsocialista. El grupo fue confrontado por una turba de comunistas. Norkus luchó sólo valientemente contra ellos y corrió a una casa cercana en busca de ayuda. Un hombre respondió y le cerró la puerta en la cara. Norkus fue apuñalado seis veces en el abdomen por los comunistas que lo perseguían, luego golpeó otra puerta, que fue respondida por una mujer que intentó llevarlo a un hospital, sin embargo, murió al llegar. Los asesinos posteriormente escaparon a la Unión Soviética.

## Hitlerjunge Quex
El escritor Karl Aloys Schenzinger convirtió a Norkus en un modelo a seguir para la Juventud Hitleriana en la popular novela de 1932, Der Hitlerjunge Quex. En 1933, se convirtió en una película dirigida por Hans Steinhoff, con Heinrich Georg en un papel principal como el padre del niño. La novela debía leerse para todos los miembros de la Juventudes Hitlerianas.

## Honores
Una calle en Passau se nombró en honor de Norkus después de su muerte.
Un barco de la Armada alemana llamado Herbert Norkus fue nombrado en su honor, pero nunca se completó debido a la guerra. Muchas escuelas, calles y plazas también recibieron su nombre durante el Tercer Reich.